# (34717) Mirkovilli
(34717) Mirkovilli est un astéroïde de la ceinture principale.

## Description
(34717) Mirkovilli est un astéroïde de la ceinture principale. Il fut découvert le 14 août 2001 à San Marcello Pistoiese par Andrea Boattini et Luciano Tesi. Il présente une orbite caractérisée par un demi-grand axe de 2,20 UA, une excentricité de 0,14 et une inclinaison de 5,4° par rapport à l'écliptique.

## Compléments